# Flacourtia indica
Flacourtia indica, también conocida como ramontchi, es una especie de arbusto o árbol que se encuentra en muchos lugares templados de África y Asia. 

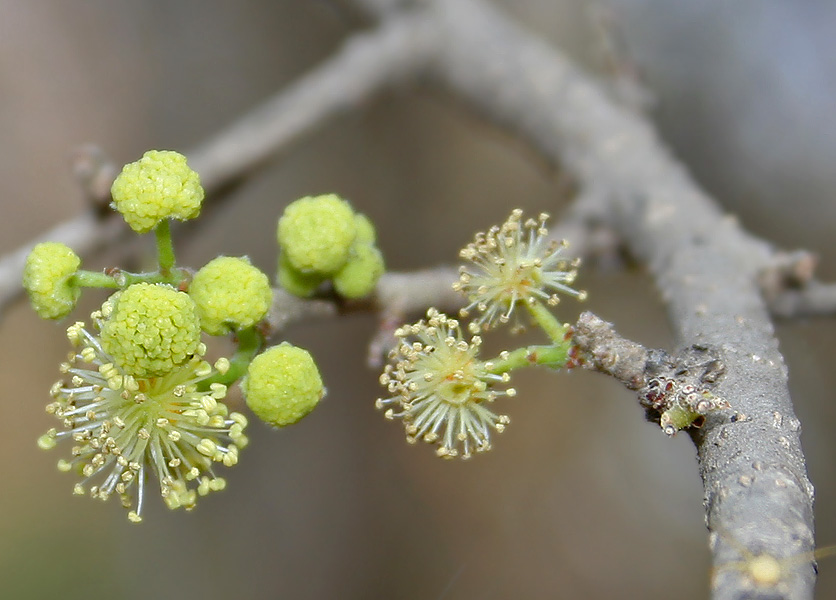
Inflorescencia

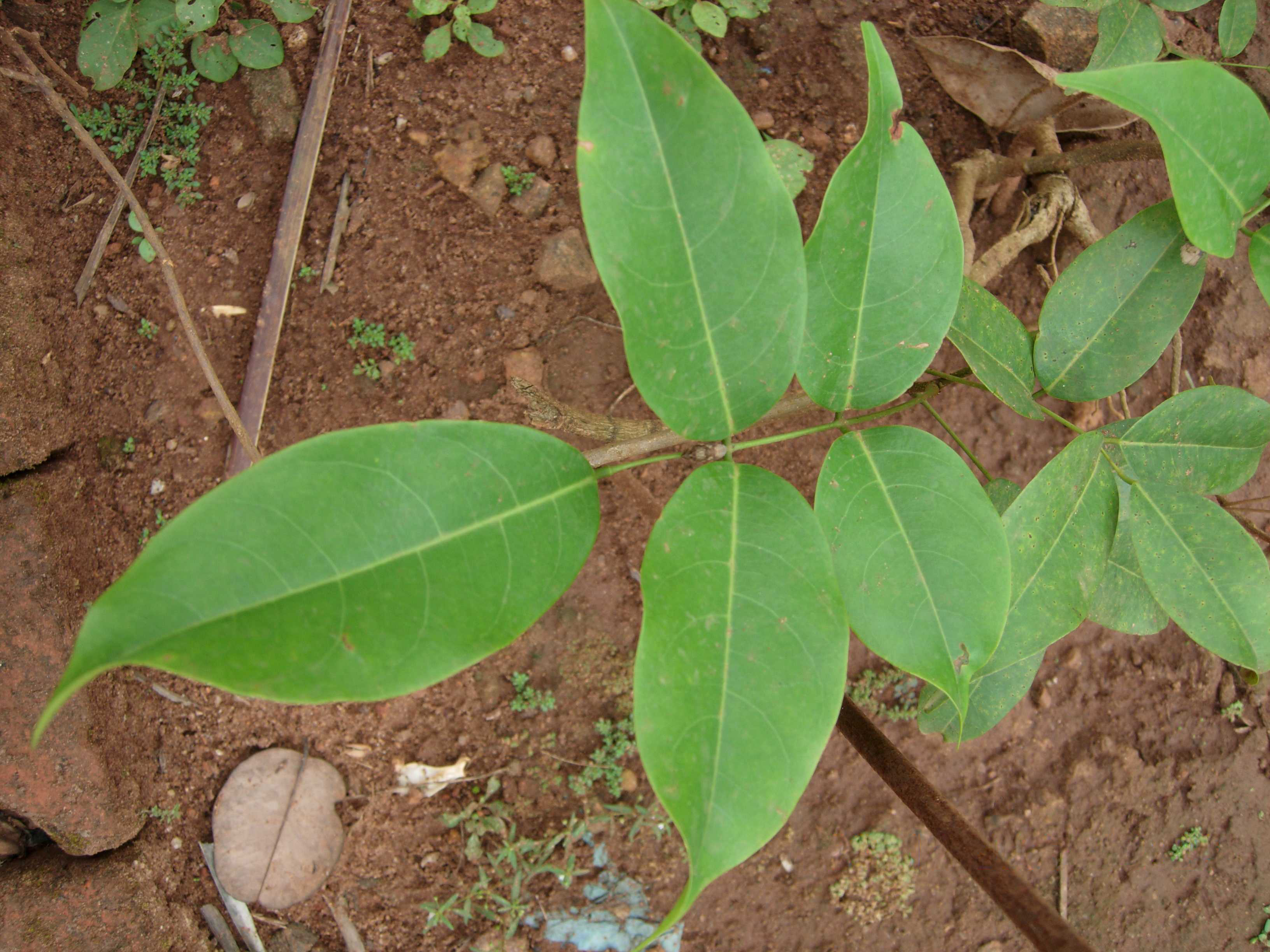
Hojas

## Descripción

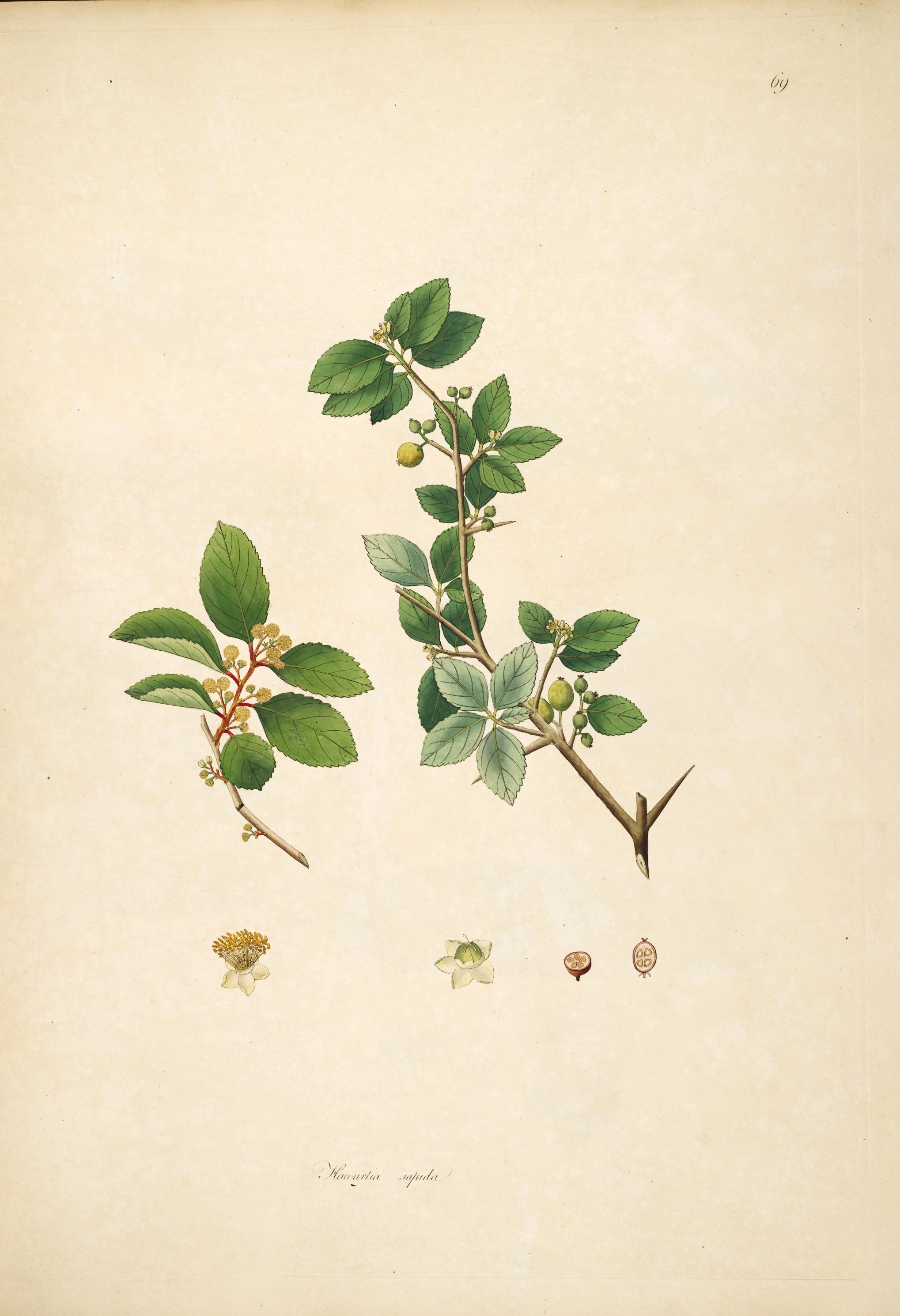

Se trata de un tupido arbusto o árbol con un tronco espinoso y ramas. En forma de arbusto crece hasta los 7,6 m y como un árbol que alcanza una altura máxima de unos 15 m. Las ramas laxas tienen las hojas ovaladas. Las semillas son dispersadas por las aves.
Frutos comestibles redondos, de 8-10 mm de diámetro con piel brillante de color marrón violáceo y pulpa densa y jugosa, sabor aromático, agridulce. Contiene 5-6 semillas planas de color beige dispuestas en forma de estrella alrededor del centro de la fruta.

## Usos
El fruto es una drupa muy carnosa con 6 a 10 semillas. La pulpa es de color amarillo o blanco y dulce, con un sabor ácido. Se come cruda o como jalea o mermelada . Puede ser fermentada para hacer vino.
Las hojas y las raíces se utilizan en la medicina a base de hierbas para el tratamiento de mordedura de serpiente. La corteza se cree que es eficaz para la artritis. La mayoría de las partes de la planta se usan para la tos, neumonía e infección bacteriana de la garganta. También se ha utilizado para la diarrea.
El árbol es plantado como un seto vivo. La madera se utiliza para leña y pequeñas herramientas de madera como manijas de arado.

## Cultivo
La planta es conocida como una especie invasora introducida en algunas áreas. Se ha cultivado en Florida en los Estados Unidos y hoy se presenta como una mala hierba en algunas partes del estado.

## Taxonomía
Flacourtia indica fue descrita por (Burm.f.) Merr. y publicado en An Interpretation of Rumphius's Herbarium Amboinense 377. 1917.
Etimología
Flacourtia: nombre genérico que fur otorgado en honor de Étienne de Flacourt (1607–1660), que fue gobernador de Madagascar.
indica: epíteto geográfico que alude a su localización en el Océano Índico.
Sinonimia
- Flacourtia parvifolia Merr.
- Gmelina indica Burm.f.[5]